# Ken Osinde

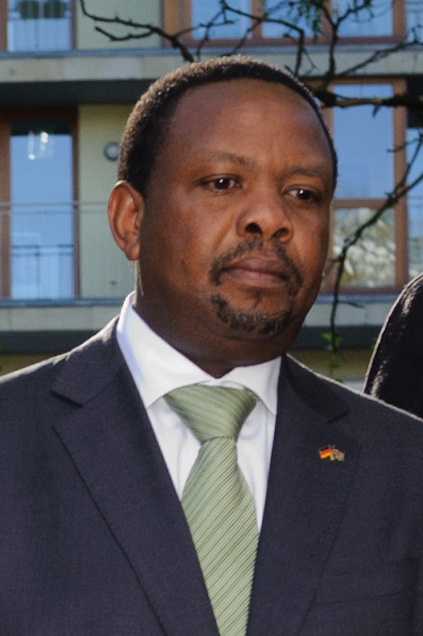
Ken Osinde (2011)

Kennedy Nyauncho Osinde (* 18. August 1962 in Kenia; † 10. Dezember 2021 in Nairobi) war ein kenianischer Diplomat. Osinde war vom 7. September 2010 bis Oktober 2014 kenianischer Botschafter in Deutschland.
Osinde studierte Business Administration an der University of Nairobi und schloss das Studium mit der Erlangung des Masters ab. Er arbeitete mehrere Jahre als Dozent, bevor er zur kenianischen Nationalbank wechselte. Dort war Osinde zuletzt Chef der strategischen Planungsgruppe. Anschließend übernahm er einen Leitungsposten in der Versicherungswirtschaft. Im April 2010 gab Präsident Mwai Kibaki die Ernennung Osindes zum neuen Botschafter in Deutschland bekannt. Neben Deutschland war Osinde auch für die Vertretung kenianischer Interessen in Bulgarien und Rumänien zuständig.
Osinde starb 2021 nach kurzer Krankheit im städtischen Krankenhaus von Nairobi.